# إديغكليف (تكساس)
إديغكليف (بالإنجليزية: Edgecliff Village, Texas)‏ هي بلدة أمريكية تقع في الولايات المتحدة في مقاطعة تارانت، تكساس. يقدر عدد سكانها بـ 2,776 نسمة ومساحتها 3.1 كم2 وترتفع عن سطح البحر 209 متر.

## التركيبة السكانية
حدّد مكتب تعداد الولايات المتحدة بيانات التركيبة السكانية لإديغكليف في تعداد الولايات المتحدة. في ما يلي، التركيبة السكانية حسب تعدادي 2000 و2010.

### تعداد عام 2000
بلغ عدد سكان إديغكليف 2,550 نسمة بحسب تعداد عام 2000، وبلغ عدد الأسر 997 أسرة وعدد العائلات 773 عائلة مقيمة في القرية. في حين سجلت الكثافة السكانية 825.2 نسمة لكل كيلومتر مربع (2,137.3/ميل2). وبلغ عدد الوحدات السكنية 1,012 وحدة بمتوسط كثافة قدره 327.5 لكل كيلومتر مربع (848.2/ميل2).
وتوزع التركيب العرقي للقرية بنسبة 84.20% من البيض و8.51% من الأمريكيين الأفارقة و0.43% من الأمريكيين الأصليين و1.10% من الأمريكيين ذوي الأصول الآسيوية و4% من الأعراق الأخرى و1.76% من عرقين مختلطين أو أكثر و12.12% من الهسبانيون أو اللاتينيون من أي عرق.
بلغ عدد الأسر 997 أسرة كانت نسبة 27.9% منها لديها أطفال تحت سن الثامنة عشر تعيش معهم، وبلغت نسبة الأزواج القاطنين مع بعضهم البعض 66% من أصل المجموع الكلي للأسر، ونسبة 8.5% من الأسر كان لديها معيلات من الإناث دون وجود شريك، بينما كانت نسبة 3% من الأسر لديها معيلون من الذكور دون وجود شريكة وكانت نسبة 22.5% من غير العائلات. تألفت نسبة 19.5% من أصل جميع الأسر من عدة أفراد يعيشون في نفس المنزل ونسبة 10.5% كانت تتألف من شخص يعيش بمفرده يبلغ من العمر 65 عاماً أو أكثر. وبلغ متوسط حجم الأسرة المعيشية 2.56، أما متوسط حجم العائلات فبلغ 2.93.
بلغ العمر الوسطي للسكان 47.2 عاماً. وكانت نسبة 20.9% من القاطنين تحت سن الثامنة عشر، وكانت نسبة 6.5% بين الثامنة عشر والرابعة والعشرين عاماً، ونسبة 19.5% كانت واقعةً في الفئة العمرية ما بين الخامسة والعشرين والرابعة والأربعين عاماً، ونسبة 33.5% كانت ما بين الخامسة والأربعين والرابعة والستين، ونسبة 19.6% كانت ضمن فئة الخامسة والستين عاماً فما فوق. يوجد لكل 100 أنثى 91.3 ذكر، ويوجد لكل 100 أنثى في الثامنة عشر من عمرها فما فوق 88.6 ذكر.
بلغ متوسط دخل الأسرة في القرية 58,304 دولارًا، أما متوسط دخل العائلة فبلغ 61,607 دولارًا. وكان متوسط دخل الذكور 40,189 دولارًا مقابل 30,682 دولارًا للإناث. وسجل دخل الفرد الخاص بالقرية 24,836 دولارًا. وكانت نسبة 2.9% من العائلات ونسبة 5.8% من السكان تحت خط الفقر، وكان من هؤلاء نسبة 11.3% تحت سن الثامنة عشر ونسبة 6% في الخامسة والستين من العمر وما فوق.

### تعداد عام 2010
بلغ عدد سكان إديغكليف 2,776 نسمة بحسب تعداد عام 2010، وبلغ عدد الأسر 1,091 أسرة وعدد العائلات 805 عائلة مقيمة في القرية. في حين سجلت الكثافة السكانية 898.4 نسمة لكل كيلومتر مربع (2,326.8/ميل2). وبلغ عدد الوحدات السكنية 1,137 وحدة بمتوسط كثافة قدره 368 لكل كيلومتر مربع (953.1/ميل2).
وتوزع التركيب العرقي للقرية بنسبة 72.62% من البيض و12.18% من الأمريكيين الأفارقة و0.58% من الأمريكيين الأصليين و2.41% من الأمريكيين ذوي الأصول الآسيوية و0.14% من سكان جزر المحيط الهادئ و9.22% من الأعراق الأخرى و2.85% من عرقين مختلطين أو أكثر و26.33% من الهسبانيون أو اللاتينيون من أي عرق.
بلغ عدد الأسر 1,091 أسرة كانت نسبة 28.2% منها لديها أطفال تحت سن الثامنة عشر تعيش معهم، وبلغت نسبة الأزواج القاطنين مع بعضهم البعض 57.7% من أصل المجموع الكلي للأسر، ونسبة 11.5% من الأسر كان لديها معيلات من الإناث دون وجود شريك، بينما كانت نسبة 4.6% من الأسر لديها معيلون من الذكور دون وجود شريكة وكانت نسبة 26.2% من غير العائلات. تألفت نسبة 22.9% من أصل جميع الأسر من عدة أفراد يعيشون في نفس المنزل ونسبة 12.3% كانت تتألف من شخص يعيش بمفرده يبلغ من العمر 65 عاماً أو أكثر. وبلغ متوسط حجم الأسرة المعيشية 2.54، أما متوسط حجم العائلات فبلغ 2.98.
بلغ العمر الوسطي للسكان 46.5 عاماً. وكانت نسبة 21.1% من القاطنين تحت سن الثامنة عشر، وكانت نسبة 6.3% بين الثامنة عشر والرابعة والعشرين عاماً، ونسبة 20.7% كانت واقعةً في الفئة العمرية ما بين الخامسة والعشرين والرابعة والأربعين عاماً، ونسبة 30.3% كانت ما بين الخامسة والأربعين والرابعة والستين، ونسبة 21.6% كانت ضمن فئة الخامسة والستين عاماً فما فوق. وتوزع التركيب الجنسي للسكان بنسبة 47.4% ذكور و52.6% إناث.